# نویکیرشن بایم هایلیگن بلوت
نویکیرشن بایم هایلیگن بلوت (به آلمانی: Neukirchen beim Heiligen Blut) یک شهر در آلمان است که در Cham واقع شده‌است.